# Puig de ses Vinyes
Puig de ses Vinyes är en bergstopp i Spanien.   Den ligger i regionen Balearerna, i den östra delen av landet, 600 km öster om huvudstaden Madrid. Toppen på Puig de ses Vinyes är 1 108 meter över havet, eller 179 meter över den omgivande terrängen. Bredden vid basen är 1,3 km. Puig de ses Vinyes ligger på ön Mallorca.
Terrängen runt Puig de ses Vinyes är kuperad åt nordost, men åt sydväst är den bergig.Runt Puig de ses Vinyes är det ganska tätbefolkat, med 214 invånare per kvadratkilometer. Närmaste större samhälle är Sóller, 9,1 km sydväst om Puig de ses Vinyes. 